# Nicole Belmont
Pour les articles homonymes, voir Belmont.
Nicole Belmont est une anthropologue française née le 20 novembre 1931.

## Biographie
Docteure en ethnologie (1968), elle est directrice d'études à l'École des hautes études en sciences sociales (EHESS, Laboratoire d'Anthropologie Sociale). 
Ses travaux, d'orientation européaniste, portent notamment sur le conte et le folklore autour desquels elle a développé une anthropologie de la naissance et de la transmission orale. Durant les années 1980 elle a contribué à diffuser l'œuvre de James George Frazer en France par des traductions et des éditions en collaboration avec Michel Izard. Elle a également travaillé sur l'ethnographie d'Arnold Van Gennep. Nombre des travaux et séminaires, notamment ceux conduits avec Jean-Paul Valabrega, explorant les liens entre anthropologie et psychanalyse.
Elle préside la Société d'ethnologie française de 1986 à 1990.
Longtemps codirectrice des Cahiers de Littérature orale (publication des Presses de l'Inalco) Nicole Belmont prend une part importante  dans l'orientation de la revue dont elle (co-)dirige de nombreux numéros, maintenant l'attention sur la question de l'oralité sur le terrain européen.
Initiatrice de plusieurs concepts faisant évoluer l'étude des contes populaires (dont celui de « conte de transmission orale » plus adapté que celui de « conte traditionnel »), elle a reçu en 2017 le prix de la fondation Walter Kahn (Märchen-Stiftung Walter Kahn) pour l'ensemble de ses travaux sur les contes populaires.

## Ouvrages
- Les Signes de la naissance : étude des représentations symboliques associées aux naissances singulières, Paris, Plon, 1971. ; rééd. Saint-Pierre-de-Salerne, G. Monfort, 1983.
- (traduction) Reo Franklin Fortune, Sorciers de Dobu, anthropologie sociale des insulaires de Dobu dans le Pacifique, ((en) Sorcerers of Dobu), introduction de Bronislaw Malinowski, traduit de l'anglais par Nicole Belmont, Paris, Éditions F. Maspero, 1972.
- Mythes et croyances dans l'ancienne France, Paris, Flammarion, « Questions d'histoire », 1973.
- Arnold Van Gennep : créateur de l'ethnographie française, Paris, Payot, « Petite bibliothèque Payot », 1974. Prix Constant-Dauguet de l’Académie française en 1976
- Paroles païennes : mythe et folklore : des frères Grimm à P. Saintyves, Paris, Imago, 1986.
- avec Françoise Lautman (dir.), Ethnologie des faits religieux en Europe, colloque national de la Société d'ethnologie française, 24-26 novembre 1988, Paris, Éditions du CTHS, 1993.
- (édition et préface), Aux sources de l'ethnologie française : l'académie celtique, Paris, Éditions du Comité des travaux historiques et scientifiques, 1995.
- Comment on fait peur aux enfants ; suivi de Les Croquemitaines, une mythologie de l'enfance ?, Paris, Mercure de France, « Le petit Mercure », 1999.  (ISBN 2-7152-2166-5)
- Poétique du conte : essai sur le conte de tradition orale, Paris, Gallimard, 1999.  (ISBN 978-2-07-074651-4)
- (édition), Emmanuel Cosquin, Contes populaires de Lorraine : comparés avec les contes des autres provinces de France et des pays étrangers, Arles, P. Picquier, 2003.  (ISBN 2-87730-665-8)
- Sous la cendre : figures de Cendrillon, anthologie établie et postfacée par Nicole Belmont et Élisabeth Lemirre, Paris, José Corti, Collection «Merveilleux», 2007.  (ISBN 978-2-7143-0957-0)
- Mythe, conte et enfance : les écritures d'Orphée et de Cendrillon, Paris, L'Harmattan, 2010.  (ISBN 978-2-296-12604-6)
- Petit-Poucet rêveur, la poésie des contes merveilleux. Paris, José Corti, Collection «Merveilleux», 2017.  (ISBN 978-2-7143-11863)
- (co-édition, avec Josiane Bru) de Marie-Louise Tenèze, Le conte merveilleux. Séminaire de Brest et textes inédits. L'harmattan, 2024, Collection "Anthropologie du monde occidental".